# Dudu do Banjo
Francisco Eduardo de Souza Pereira, conhecido como Dudu do Banjo, ou O Rei do Banjo (São Paulo, 4 de junho de 1935), é um guitarrista e banjoísta brasileiro.

## Carreira
A carreira artística de Dudu iniciou em São Paulo na década de 1950 com a “Paulistânia Jazz Band”, na qual tocava banjo com o saxofonista Booker Pittman e outros músicos de diversas nacionalidades. Após participar de outras bandas e alcançar renome como banjoísta de jazz tradicional Dudu aderiu à novidade que era o rock'n'roll, fundando, em 1958, a banda The Avalons que lançou discos e singles de sucesso, entre eles China Rock, consagrado como o primeiro riff de guitarra rock instrumental do Brasil.
Em 1960 Dudu lançou as jam sessions da Folha de S.Paulo. Em 1962 Dudu seguiu a  carreira de músico na Europa, começando em Paris, juntando-se ao baterista Ney de Castro com a banda Batucada Brasileira, fazendo diversas temporadas na casa de shows La Grand Severine. Realizou diversas turnês pela Europa com a cantora Miúcha e foi contratado por três anos para apresentações em Míconos e Atenas, na Grécia.
Ao voltar ao Brasil, Dudu passou a integrar a Traditional Jazz Band, com a qual excursionou por diversas cidades nos Estados Unidos, participando, em 1975, do New Orleans Jazz e Heritage Festival[carece de fontes?]. No final dos anos 1990, fundou a banda Papadu, com os filhos Emanuel e Ícaro.
Atualmente (2011), Dudu reside e atua em Florianópolis com a Família Papadu.

## Discografia
- The Avalons – China Rock (Dudu) e Valentina My Valentina (versão) Young  Y-45-100 (ed.Fermata)  1959.

- The Avalons – Rebel Rouser e All the Time (Versões)  Young  Y-45-104 (ed. Fermata) 1959.

- The Avalons –Here Come The Avalons (Dudu)  Young  Y-45-112  1960.

- The Avalons –The Eyes of Texas are upon you (versão) N° 13 (Dudu) RGE 1961.

- The Avalons – Baby Talk Young  Y-EP 1 - 1960.

- Regiane e The Avalons - The Beautiful Teenager Young  Y-EP 2 1960.

- The Avalons – Juventude! RGE EP 90089 1961.

- Jam Session Booker Pitman & Dick Farney 1961 . LP Folha de S. Paulo 1961.

- Traditional Jazz Band - A era de ouro do Dixieland - LP Fontana 6470553 1975.

- PAPADÚ em Improviso - CD Independente 2001.

- PAPADÚ, o Cerne do Som - CD Independente 2011